# Adam Davies (Snookerspieler)
Adam Davies (* 11. August 1982) ist ein englischer Snookerspieler aus Clacton. Mitte der 2000er spielte er zwei Jahre als Profi auf der Snooker Main Tour.

## Karriere
Adam Davies war ein Erfolg versprechendes Jugendtalent und erreichte mit etwa 16 Jahren bei der U21-Juniorenweltmeisterschaft 1999 das Viertelfinale. Ab 2001 spielte er auf der Challenge Tour, bei der man sich für die Profitour qualifizieren konnte. Er gewann aber lediglich ein Spiel in drei Turnieren. Im Jahr darauf hatte er zwar anfangs auch keinen Erfolg, aber im vierten Turnier erreichte er überraschend das Achtelfinale, wo er James McBain bezwang, und erst im Viertelfinale verlor er gegen James Leadbetter. Die Challenge Tour 2003/04 verlief mit drei Runden der letzten 32 nicht besonders spektakulär, doch ein gutes Ergebnis in der Qualifikation für die Snookerweltmeisterschaft 2004 bescherte Davies einen Platz in den Top 16 der Endwertung. Das reichte für einen Startplatz auf der Main Tour 2004/05. Außerdem stand er in dieser Saison zum zweiten Mal in der Hauptrunde der U21-WM und erreichte das Achtelfinale.
Ab Sommer 2004 also Profispieler, feierte Davies bei den British Open seinen ersten Profisieg über Darren Morgan. Den Waliser Paul Davies und Simon Bedford besiegte er in weiteren Turnieren und Mike Hallett schlug er in der ersten Runde der Weltmeisterschaft. Damit gehörte er zwar nicht zu den Top 64 der Snookerweltrangliste, die automatisch auf der Main Tour blieben, aber dahinter genügte ihm auch Platz 11 in der Einjahreswertung und er begann seine zweite Profisaison auf Platz 80. In der Saison 2005/06 gab es aber nur noch sechs Turniere zum Punktesammeln und nur bei den China Open gelang ihm ein knapper 5:4-Sieg mit 65:56 im Entscheidungsframe gegen Björn Haneveer. Er fiel in der Rangliste wieder zurück und verlor seinen Profistatus am Saisonende. Einen Erfolg hatte er noch neben der Saison bei der Pontins Pro-Am-Serie in Prestatyn, bei der Profis und Amateure bei den Turnieren antraten. Beim ersten Turnier erreichte er das Halbfinale und besiegte zuvor den Weltranglisten-38. Gerard Greene.
Im Jahr darauf spielte er dann bei der Pontin’s International Open Series (PIOS) um die Rückkehr auf die Main Tour. Bei den ersten vier Turnieren erreichte er zweimal das Achtelfinale und bei Turnier 5 schaffte er es dann bis ins Halbfinale. Die übrigen der acht PIOS-Turniere endeten aber zu früh für ihn und so kam er in der Gesamtwertung nicht über Platz 17 bei acht Main-Tour-Plätzen hinaus. Im Jahr darauf war in allen Turnieren spätestens in der Runde der Letzten 32 Schluss und er landete abgeschlagen auf Platz 48. Erst zwei Jahre später versuchte er es noch einmal über die PIOS-Tour, erreichte aber auch nur Platz 27. Damit gab er seine Profiambitionen auf und beendete mit etwa 26 Jahren seine Karriere.
Adams vier Jahre jüngerer Bruder Alex Davies wurde 2007 ebenfalls Snookerprofi.